# Stora Valla
Stora Valla é um estádio de futebol localizado em Degerfors, Suécia.
Foi inaugurado em 1938.
Tem capacidade para 12 500 pessoas, e recebe os jogos do clube Degerfors IF.